# 格但斯克奧利瓦車站
格但斯克奧利瓦車站（波蘭語：Gdańsk Oliwa）是位於波蘭城市格但斯克的一座火車站，位於該市的奧利瓦區。

## 歷史
該車站建於1870年，是從什切青到格但斯克的新鐵路線的一部分。當時奧利瓦是一個獨立的自治市，有大約3,000名居民。1926年7月1日，奧利瓦併入但澤自由市，車站名稱改為但澤奧利瓦。